# Apophylia saigonensis
Apophylia saigonensis es un coleóptero de la familia Chrysomelidae.
Fue descrita científicamente por primera vez en 1927 por Pic.